# Miltochrista convexa
Miltochrista convexa là một loài bướm đêm thuộc phân họ Arctiinae, họ Erebidae.